# Babylonokia

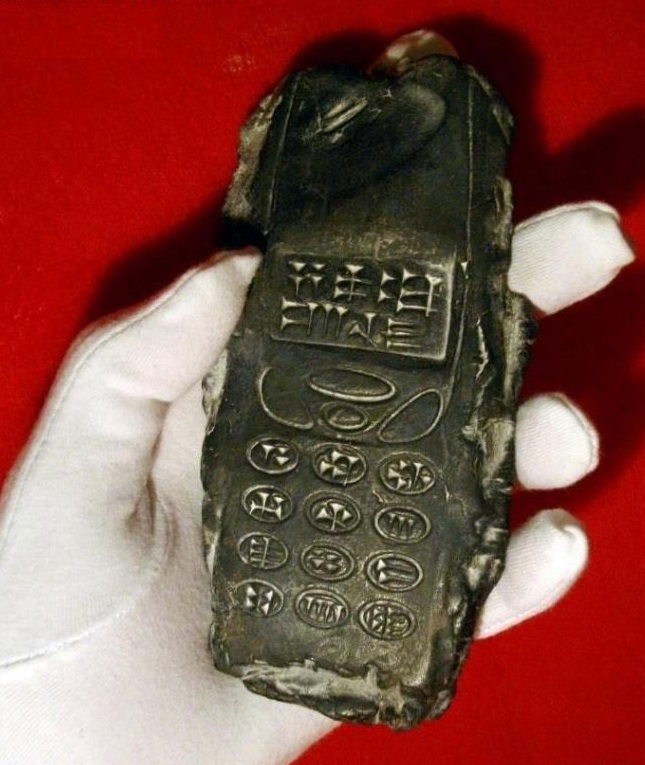
Babylonokia

Babylonokia is een kunstwerk dat in 2012 is gemaakt door de Duitse kunstenaar Karl Weingärtner. Het heeft de vorm van een kleitablet met het uiterlijk van een mobiele telefoon. Zowel de toetsen als het scherm van dit toestel tonen spijkerschrift. Weingärtner maakte het kunstwerk om de evolutie van informatieoverdracht van de oudheid tot het heden te laten zien.
Weingärtner deelde een foto van de antiek ogende mobiele telefoon op Facebook, waar een volger de naam 'BabyloNokia' bedacht.
In 2015 werd de telefoon onderwerp van een hoax. Een afbeelding van het kunstwerk ging een eigen leven leiden toen sommige media de telefoon als een archeologische vondst presenteerden.

## Kunstwerk
Weingärtner bedacht de telefoon als een kleitablet in spijkerschrift als reactie op zowel de tentoonstelling 'Van spijkerschrift tot SMS: communicatie toen en nu' in het Museum voor Communicatie in Berlijn als op de negatieve effecten van informatietechnologie. Spijkerschrift markeert het begin van de schriftelijke informatieopname, terwijl de SMS de stand van zaken in 2012 vertegenwoordigde.
Het feit dat het een replica is van een Ericsson mobiele telefoon had voor Weingärtner geen betekenis; hij gebruikte het veeleer als een metafoor voor alle mobiele apparaten.
Van het kunstwerk bestaat maar één exemplaar en het is door de kunstenaar opgeslagen in een speciale ruimte. Op aanvraag kan het uitgeleend worden voor tentoonstellingen in musea. Het is vervaardigd uit klei, weegt 91 gram en heeft afmetingen van ongeveer 13,5 x 6,5 x 0,8 centimeter.

## Hoax
In 2015 hebben aanhangers van UFO-theorieën en pseudo-archeologie een foto van het kunstwerk onjuist gepresenteerd als een archeologische ontdekking. De telefoon zou eerder dat jaar in Oostenrijk zijn opgegraven en 800 jaar oud zijn. Dit verhaal werd gepopulariseerd in een video op het YouTube-kanaal Paranormal, waardoor het object ook door sommige media als een mysterie werd gerapporteerd. In de Express werd de telefoon tevens gedateerd op 1300 v.Chr. waarbij tijdreizen als mogelijkheid werd geopperd.
Wat betreft het gebruik van de afbeelding door complotdenkers en aanhangers van UFO-theorieën, verklaarde Weingärtner:  "De foto is gebruikt zonder mijn medeweten en toestemming. [...] Dit is niet wat ik bedoelde. Ik geloof niet in UFO's en buitenaardse wezens."